# Bárbara Perea
Bárbara Perea Arce es una actriz colombiana, reconocida por su aparición en telenovelas como Azúcar (1989), Niche (2014) y La esclava blanca (2016).

## Carrera
Perea se ha desempeñado tanto en la actuación como en la preparación artística. Su carrera como actriz inició en la década de 1980, en la que registró apariciones en producciones para televisión como  Azúcar y Los colores de la fama. En la década de 1990 participó en producciones como O todos en la cama, Cara o sello: Dos rostros de mujer y ¡Ay cosita linda mamá!.
Entre las décadas de 2000 y 2010 integró el reparto de series como Merlina, mujer divina (2006), La dama de Troya (2008), Las detectivas y el Víctor (2009), El día de la suerte (2013), Niche (2014) y La esclava blanca (2016).

## Filmografía

### Televisión
- Champeta, el ritmo de la Tierra (2025) — Alma Moran[5]
- La vida después del reality (2023) — Clemencia[6]
- El Galán (2022) — Yadira[7]
- Madre selva (2021) — Tulia[8]
- Enfermeras (2020-2021) — Petra
- Pa' quererte (2020) — Maruja
- Bolívar (2019) — Hipólita Bolívar
- La ley del corazón (2016-2017) — Jueza Aurora
- La esclava blanca (2016) — Hilaria
- Niche (2014-2015) — Hortencia Quiñones
- La selección (2013-2014) — Marcelina
- El día de la suerte (2013-2014) — Cassandra
- El man es Germán (2012) — Josefina
- La Pola (2010-2011) Bernarda
- Los caballeros las prefieren brutas (2010)
- Las detectivas y el Víctor (2009-2010) — Josefina
- La dama de Troya (2008-2009) — Soraya Grisales
- Merlina, mujer divina (2006)
- Francisco el Matemático (2001) — Doña Mabel
- ¡Ay cosita linda mamá! (1998-1999) — Mikaela Terranova
- Las Marías (1996-1997) — Sor María Antonia
- Cara o sello: Dos rostros de mujer (1995)
- O todos en la cama (1994)
- La mujer doble (1992-1993) — Rita Candela
- Azúcar (1989-1991) — Lola
- Los colores de la fama (1989)